# Anderson & Sheppard
Anderson & Sheppard är ett märke inom brittisk herrkonfektion. Verksamheten ligger på den prestigefyllda skräddaregatan Savile Row i centrala London.
Bland andra Alexander McQueen har startat sin designerkarriär här som praktikant.